# NGC 2245
NGC 2245 é uma nebulosa na direção da constelação de Monoceros. O objeto foi descoberto pelo astrônomo William Herschel em 1784, usando um telescópio refletor com abertura de 18,6 polegadas. 